# Konongo
Konongo is een plaats in Ghana (regio Ashanti). De plaats telt 26 735 inwoners (census 2000).

## Geboren
- Sulley Muntari (27 augustus 1984), voetballer